# Schlacht bei Czarnowo
Schleiz – Saalfeld – Jena und Auerstedt – Lübeck – Großpolen – Czarnowo – Golymin – Pułtusk – Dirschau –  Allenstein – Preußisch Eylau – Ostrolenka – Stolp – Danzig – Kolberg – Guttstadt –Heilsberg – Friedland
Die Schlacht bei Czarnowo oder auch das Gefecht bei Czarnowo fand während des Vierten Koalitionskrieges in der Nacht vom 23. auf den 24. Dezember 1806 statt. Dabei überquerten die Truppen des Ersten Französischen Kaiserreichs unter der Führung von Kaiser Napoleon I. am Abend die Wkra gegen die Verteidigungskräfte des Russischen Kaiserreichs unter Generalleutnant Alexander Iwanowitsch Ostermann-Tolstoi. Den Angreifern, die zum III. Korps von Marschall Louis-Nicolas Davout gehörten, gelang es, die Wkra an ihrer Mündung zu überqueren und nach Osten zum Dorf Czarnowo vorzustoßen. Nach einem nächtlichen Gefecht zog der russische Befehlshaber seine Truppen nach Osten zurück und beendete damit diese Aktion des Vierten Koalitionskriegs. Czarnowo liegt am Nordufer des Flusses Narew, 33 Kilometer nordnordwestlich von Warschau, Polen.

## Hintergrund
In der Schlacht bei Jena und Auerstedt am 14. Oktober 1806 fügte Napoleon den wichtigsten preußischen Armeen eine schwere Niederlage zu.
An einem einzigen Tag erbeuteten die Franzosen 25.000 preußische Soldaten, 200 Geschütze und 60 Fahnen. In den folgenden Operationen fügten die Franzosen ihren Gegnern bei Erfurt, Halle, Prenzlau, Pasewalk, Stettin, Lübeck, Magdeburg und Hameln vernichtende Niederlagen zu.
Anfang November schickte Davout die 2.500 Dragoner des Divisionsgenerals Marc Antoine de Beaumont als Kundschafter östlich der Oder. Napoleon befahl seinem Bruder, dem Divisionsgeneral Jérôme Bonaparte, seine südliche Flanke zu schützen, indem er gegen Glogau (Głogów) im preußisch besetzten Schlesien vorging. Um Warschau der heranrückenden russischen Armee zu entziehen, beschloss Napoleon, eine Stellung am Ostufer der Weichsel einzunehmen, bevor das Winterwetter die Feldzugssaison beendete.
Im Dezember konnten die Preußen nur noch 6.000 Mann aufbieten, hinzu kamen die Garnisonen von Danzig (Gdańsk) und Graudenz (Grudziądz). Feldmarschall Michail Kamenski führte die russische Armee in Polen an, die etwa 90.000 Mann umfasste und sich auf zwei Flügel unter der Führung der Generäle Lewin August, Graf von Bennigsen und Friedrich Wilhelm von Buxhöveden (Buxhöwden) verteilte. Kamenski zeigte inzwischen deutliche Anzeichen für seine geistige und körperliche Untauglichkeit als Kommandant.
Buxhöwden, der im Rang über Bennigsen stand, führte die 5. Division unter Generalleutnant Nikolay Tuchkov, die 7. Division unter Generalleutnant Dmitri Sergejewitsch Dochturow, die 8. Division von Generalleutnant Pjotr Kirillowitsch Essen und die 14. Division unter der Führung von Generalleutnant Reinhold von Anrep. Die Divisionen von Buxhöwden waren Veteranen der Schlacht bei Austerlitz am 2. Dezember 1805 und unterbesetzt. Insgesamt verfügte sein Flügel also über 29.000 Mann Infanterie, 7.000 Mann Kavallerie, 1.200 Kanoniere und 216 Artilleriegeschütze.
Bennigsen befehligte die 2. Division von Ostermann-Tolstoi, die 3. Division unter Generalleutnant Fabian Gottlieb von der Osten-Sacken, die 4. Division unter Generalleutnant Dmitri Wladimirowitsch Golizyn und die 6. Division unter Generalleutnant Alexander Karlovitsch Sedmoratski. Die nominelle Stärke von Bennigsens Truppe betrug 49.000 Mann Infanterie, 11.000 Mann reguläre Kavallerie, 4.000 Kosaken, 2.700 Artilleristen, 900 Pioniere und 276 Geschütze. Davon waren zwischen 55.000 und 60.000 für mobile Operationen verfügbar.
Die Russen stellten 1806 eine Armee mit 18 Divisionen auf. Jede Division bestand aus sechs Infanterieregimentern mit je drei Bataillonen, zehn Schwadronen schwerer Kavallerie, zehn Schwadronen leichter Kavallerie, zwei Batterien schwerer Fußartillerie, drei Batterien leichter Fußartillerie und einer Batterie der Pferdeartillerie. Mit 14 Geschützbatterien zu Fuß und 12 Geschützbatterien zu Pferd verfügte jede russische Division theoretisch über 82 Feldgeschütze. Die schweren Batterien bestanden im Allgemeinen aus acht 12-Pfund-Kanonen, vier schweren Haubitzen und zwei leichten Haubitzen. Die leichten Batterien waren ähnlich aufgestellt, verfügten jedoch über 6-Pfund- statt 12-Pfund-Kanonen. Die Pferdebatterien bestanden ausschließlich aus 6-Pfund-Kanonen. Fünf Divisionen unter General Johann von Michelsohnen standen den osmanischen Türken in Moldawien gegenüber. Die 1. Division der kaiserlichen Garde des Großfürsten Konstantin Pawlowitsch von Russland war in Sankt Petersburg stationiert, während vier weitere Divisionen eine Reservearmee im Landesinneren bildeten.
Napoleon rückte mit Davout, Augereau, dem V. Korps von Marschall Jean Lannes und der Kavallerie-Reserve von Marschall Joachim Murat vor. Während die Franzosen vorrücken, zieht Bennigsen seine Truppen von der Weichsel zurück. Murat besetzte Warschau am 28. November und Napoleon begann, die Stadt zu einem Operationszentrum zu machen. Buxhöwdens Flügel befand sich noch einige Märsche weiter hinten, und Bennigsen wollte sich seinem Kollegen anschließen, bevor er sich der vollen Stärke der französischen Armee gegenübersah. Als die Franzosen Anfang Dezember die Weichsel überquerten, änderte Bennigsen seine Meinung und versuchte, seine frühere Stellung am Ostufer wieder einzunehmen. Inzwischen war die zweite Welle von Napoleons Korps eingetroffen, und nach einigen Zusammenstößen beschloss Bennigsen, sich doch hinter die Wkra zurückzuziehen.
Nachdem die Moral der französischen Truppen während des stürmischen Feldzugs westlich der Oder ihren Höhepunkt erreicht hatte, erreichte sie in Polen einen neuen Tiefpunkt. Das schlechte Wetter und der nahende Winter machten Napoleons Truppen sehr unwillig, den Feldzug fortzusetzen. Die polnischen Straßen verwandelten sich mit zunehmender Kälte von tiefem Schlamm in gefrorene Spurrillen. Der Kaiser sah sich gezwungen, seinen Soldaten eine Gehaltszulage sowie zusätzliche Hemden und Schuhe zukommen zu lassen. Trotzdem verschlechterte sich die französische Militärdisziplin. Zu dieser Zeit benutzte Napoleon zum ersten Mal den Ausdruck les grognards (die Nörgler), um seine Truppen zu beschreiben.
Napoleon beschloss, eine Offensive zu starten. Angeführt von Murats Kavallerie würden Davout, Augereau und Lannes von Warschau aus nach Norden vorstoßen. Von Thorn (Toruń) aus würden Ney, das I. Korps von Marschall Jean-Baptiste Bernadotte und Bessières nach Osten vorstoßen, um die rechte Flanke der Russen zu drehen und die Preußen von Generalleutnant Anton Wilhelm von L’Estocq von ihren Verbündeten zu trennen. Marschall Nicolas Soult und das IV. Korps sollten die Verbindung zwischen den beiden Truppen herstellen.

## Schlacht
Am Morgen des 23. Dezember beobachtete Napoleon die russische Stellung in der Nähe der Mündung der Wkra in den Bug-Narew. In der Nähe ihrer Mündung teilte sich die Wkra in zwei Arme und bildete eine niedrige, sumpfige Insel. Davouts Truppen hatten die Insel seit der Nacht des 20. Dezember besetzt. Davout verfügte über drei Infanteriedivisionen unter den Divisionsgenerälen Charles Antoine Morand, Louis Friant und Charles-Étienne Gudin de La Sablonnière. Napoleon entschied sich für einen Nachtangriff und verfasste sehr detaillierte Befehle. Aufgrund der hohen Qualität der Generäle und Offiziere von Davout wurden die Befehle des Kaisers sorgfältig ausgeführt.
Gegenüber den Franzosen hielt Ostermann-Tolstoi das Ostufer der Wkra mit neun Bataillonen, zwei Schwadronen, einem Kosakenregiment, 14 Geschützen und sechs leichten Geschützen. Die russische 2. Division umfasste drei Infanteriebrigaden. Generalmajor Nikolai Mazovsky führte die Pawlowski-Grenadier- und Rostower Musketier-Regimenter, Generalmajor Alexander Jakowlewitsch Sukin die Petersburger Grenadier- und Jeletzki-Musketier-Regimenter und Generalmajor Iwan Andrejewitsch die 1. und die 20. Die 48 Geschütze setzten sich aus zwei 12-Pfund-Batterien zu Fuß und zwei 6-Pfund-Batterien zu Pferd zusammen. Smith gab die volle Stärke von 18 Bataillonen an, führte aber keine Kavallerieeinheiten auf. Generalmajor Pjotr Petrowitsch Pahlen führte die Kavalleriebrigade an, zu der die Kleinrussland-Kürassier-, Kurland-Dragoner- und Soum-Husarenregimenter sowie die Malakow- und Sissojew-Kosaken gehörten.